# Lisa Genova
Lisa Genova (22 november 1970) is een Amerikaanse neurowetenschapper en auteur. Ze heeft haar eerste roman, Still Alice (2007), in eigen beheer uitgegeven. Het boek vertelt over een professor aan de Harvard-universiteit die lijdt aan de ziekte van Alzheimer. In januari 2009 werd het boek gepubliceerd door Pocket Books (nu Gallery Books). Er zijn meer dan 2,6 miljoen exemplaren gedrukt en het is in 37 talen vertaald. In 2013 is het boek verkozen als een van de dertig titels voor World Book Night. Het boek werd verfilmd in 2014. Julianne Moore won voor haar hoofdrol als Alice Howland een Academy Award voor Beste Actrice.
Genova schrijft fictie die gaat over personages met neurologische aandoeningen. Gallery Books publiceerde haar volgende drie boeken (Left Neglected, Love Anthony en Inside the O'Briens), die allemaal opgenomen werden in de New York Times-bestsellerlijst.

## Carrière
Genova heeft een Italiaanse achtergrond. Ze studeerde af aan het Bates College met een diploma in biopsychologie, en in 1998 behaalde ze een doctoraat in de neurowetenschappen van Harvard. Ze deed onderzoek aan het Massachusetts General Hospital, Yale Medical School, McLean Hospital, en National Institutes of Health. Genova gaf neuroanatomie op Harvard Medical School in de herfst van 1996.